# Powstanie w Jesselton
Powstanie w Jesselton (ang. Jesselton revolt, Double Tenth revolt) – antyjapońskie wystąpienie zbrojne, do którego doszło 9 października 1943 roku, podczas wojny na Pacyfiku, w mieście Jesselton na terytorium okupowanego przez Japonię brytyjskiego protektoratu Borneo Północne.
Powstanie zorganizował ruch oporu Kinabalu dowodzony przez Alberta Qwoka. W jego szeregach walczyli członkowie lokalnej chińskiej diaspory, przedstawiciele ludów autochtonicznych, a także Hindusi i nieliczni Europejczycy. Słabo uzbrojonym powstańcom udało się na jeden dzień opanować Jesselton. Rebelia szybko została jednak stłumiona przez japońską armię. Przywódców powstania ujęto i stracono, a na skutek masowych represji życie straciło około 3–4 tys. mieszkańców Borneo Północnego.

## Geneza
Borneo, trzecia co do wielkości wyspa świata, przed wybuchem II wojny światowej znajdowała się pod kontrolą mocarstw kolonialnych. Jej południowa, wschodnia i zachodnia część wchodziły w skład Holenderskich Indii Wschodnich. Północne regiony pozostawały natomiast pod kontrolą Wielkiej Brytanii. W północno-wschodniej części wyspy od 1881 roku istniał brytyjski protektorat Borneo Północne (ob. malezyjski stan Sabah).
Po wybuchu wojny na Pacyfiku Borneo stało się jednym z priorytetowych celów japońskiej ofensywy. Pierwszy desant wylądował na wyspie już 16 grudnia 1941 roku, a więc nieco ponad tydzień po ataku na Pearl Harbor. Do 10 lutego 1942 roku Japończycy przejęli kontrolę nad najważniejszymi punktami wyspy, zarówno w jej brytyjskiej, jak i holenderskiej części. Dwa miesiące później skapitulowały ostatnie alianckie oddziały na Borneo.
Administrowanie holenderską częścią Borneo zostało powierzone Cesarskiej Marynarce Wojennej. Byłe posiadłości brytyjskie znalazły się natomiast pod zarządem Cesarskiej Armii Japońskiej. Kwaterę główną zarządu wojskowego ulokowano w Kuchingu.

## Narodziny partyzantki Kinabalu

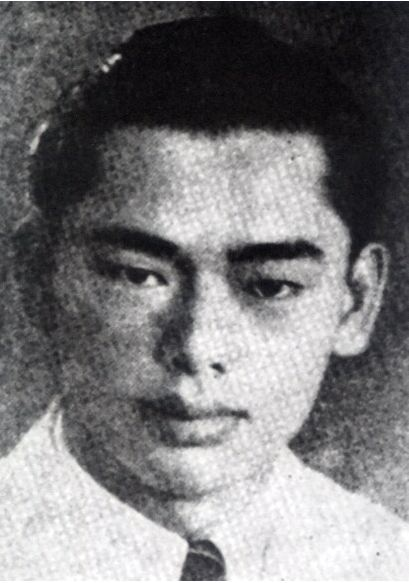
Albert Kwok, lider rebeliantów Kinabalu, przywódca powstania w Jesselton

Japończycy zaprowadzili na Borneo surowy reżim okupacyjny, stosując jednocześnie politykę „dziel i rządź”. Z jednej strony – podobnie jak na innych okupowanych terytoriach – obiektem różnorakich szykan i represji stała się chińska diaspora. Z drugiej, Japończycy wykonywali rozmaite gesty pod adresem elity autochtonicznej, starając się – w wielu wypadkach z sukcesem – zapewnić sobie jej współpracę.
Na Borneo Północnym japońskie rządy stopniowo straciły jednak popularność. O ile w przypadku Chińczyków wrogość wobec okupanta budziły surowe represje, kontrybucje i pobór przymusowej siły roboczej, o tyle ludność autochtoniczna ucierpiała przede wszystkim na skutek pogarszającej się sytuacji gospodarczej. Wojna i okupacja spowodowały załamanie handlu kauczukiem, drewnem i abaką, które były dotąd głównymi produktami eksportowymi protektoratu. Gwałtownie rosnącemu bezrobociu towarzyszyły inflacja i niedobory towarów pierwszej potrzeby, w szczególności ryżu. Dużym ciężarem dla ludności były także nakładane przez Japończyków podatki.
Ruch oporu zaczął kiełkować między innymi w Jesselton (ob. Kota Kinabalu), ośrodku miejskim w zachodniej części protektoratu. Na jego czele stanął 22-letni Chińczyk, Albert Qwok (właśc. Guo Heng Nan). Choć jego oficjalnym zawodem było praktykowanie tradycyjnej medycyny chińskiej, pozostawał jednocześnie oficerem wywiadu rządu Czang Kaj-szeka. Do organizowania antyjapońskiej konspiracji przystąpił już latem 1942 roku. Jego współpracownikami byli m.in. chiński biznesmen Lim Teng Fatt i muzułmański imam o nazwisku Marajukin. Obaj pomogli mu nawiązać kontakt z ppłk. Alejandro Suarezem, przywódcą filipińskiej partyzantki na wyspach Tawi-Tawi. Na początku 1943 roku Qwok udał się na Filipiny. Po powrocie na Borneo założył bazę w okolicach Manggatal na północ od Jesselton i przystąpił do organizowania partyzantki, znanej odtąd jako ruch oporu Kinabalu (ang. Kinabalu Guerrilla Defence Force, pinyin: Shenshan Youji Dui).
W czerwcu 1943 roku Qwok ponownie udał się na Tawi-Tawi, gdzie przez dwa miesiące przechodził wojskowe szkolenie. Na Borneo powrócił w stopniu podporucznika „sił zbrojnych USA na Filipinach” (US Forces in the Philippines). Filipińscy partyzanci obiecali przekazać rebeliantom Kinabalu niewielkie ilości broni i amunicji. Dostawa została opłacona przez Qwoka, lecz dotarła na Borneo dopiero pod koniec grudnia 1943 roku, tj. już po upadku powstania w Jesselton.
Siatka Qwoka utrzymywała kontakt z brytyjskimi i australijskimi żołnierzami przetrzymywanymi w obozach jenieckich na Borneo Północnym. Do współpracy udało się zwerbować niektórych członków rozwiązanej przez Japończyków paramilitarnej formacji North Borneo Volunteer Force oraz funkcjonariuszy dawnej policji kolonialnej, którą okupant pozostawił na służbie. Qwok starał się pozyskać w szeregi konspiracji nie tylko miejscowych Chińczyków, lecz także ludność autochtoniczną. Zabiegi te zakończyły się częściowym powodzeniem. Akces do ruchu oporu zgłosili przedstawiciele niektórych miejscowych ludów, w szczególności ludu Tausūg. Z kolei plemiona Dusun i Murut w obawie przed japońskimi represjami odmówiły udzielenia wsparcia rebeliantom.
Qwok i jego współpracownicy planowali wywołać antyjapońskie powstanie, które objęłoby całe Borneo Północne. Niewykluczone, iż mieli nadzieję, że równolegle wybuchnie także powstanie w holenderskiej części wyspy.

## Powstanie

### Przyczyny i przygotowania
Na początku października 1943 roku Qwok zarządził natychmiastowe rozpoczęcie powstania, bez dalszego oczekiwania na zapowiedziane dostawy broni i amunicji. Decyzja zapadła w reakcji na informację, iż władze japońskie planują powołać 2 tys. chińskich mężczyzn w szeregi swoich formacji pomocniczych. Ruch oporu zostałby w ten sposób pozbawiony kluczowego rezerwuaru rekrutów. Jednocześnie Qwok otrzymał informację, iż Japończycy planują przeprowadzić brankę dziewcząt i młodych kobiet z zamiarem wysłania ich do wojskowych domów publicznych.
Faktem jest, iż Japończycy planowali przeprowadzić pobór do formacji pomocniczych, miał on jednak objąć wyłącznie ludność autochtoniczną. Brak także dowodów, które potwierdzałyby, że Japończycy faktycznie zamierzali przeprowadzić brankę chińskich dziewcząt i kobiet. Najprawdopodobniej lider ruchu oporu podjął decyzję o rozpoczęciu walki, bazując na nieprawdziwych lub zniekształconych pogłoskach. Malezyjski historyk Keat Gin Ooi podkreśla, że wpływ na postępowanie Qwoka miał w dużej mierze jego gorący chiński patriotyzm. Niezadowolenie z warunków życia, które panowały pod japońską okupacją, było natomiast przyczyną, dla której poparła go część ludności autochtonicznej. 
Fakt, iż Qwok i jego organizacja utrzymywali kontakty z filipińską partyzantką, najprawdopodobniej nie miał wpływu na decyzję o rozpoczęciu powstania. Rozkazy, które Qwok otrzymał od ppłk. Suareza, nie wykraczały bowiem poza prowadzenie działalności wywiadowczej na zachodnim wybrzeżu Borneo Północnego.
Datę rozpoczęcia powstania wyznaczono na noc z 9 na 10 października, tj. w wigilię „Święta Podwójnej Dziesiątki”, upamiętniającego powstanie Republiki Chińskiej. Qwok liczył, że wybór tej daty podziała mobilizująco na miejscową społeczność chińską. Prawdopodobnie liczył, że powstańcy zdołają się utrzymać do czasu nadejścia dostaw broni i amunicji, które obiecali filipińscy partyzanci. Następnie planował przystąpić do wojny podjazdowej i kontynuować ją do czasu spodziewanej alianckiej inwazji.
Przystępując do walki Qwok dysponował nie więcej jak 350 ludźmi, w większości bez przeszkolenia wojskowego. Trzon jego sił stanowiło około  100 chińskich partyzantów, do których dołączyło jeszcze od 200 do 250 bojowników wywodzących się z miejscowych ludów. Nie mógł natomiast otrzymać wsparcia ze strony brytyjskich jeńców wojennych, których udział w walce przewidywały jego pierwotne plany, gdyż pół roku wcześniej wszyscy zostali przeniesieni do Sandakanu we wschodniej części protektoratu.
Japońska Kempeitai dysponowała rozbudowaną siatką informatorów, niemniej nie dotarły do niej żadne informacje o planowanym powstaniu.

### Zdobycie Jesselton
100 chińskich partyzantów zainicjowało powstanie, likwidując posterunki policji w Tuaran i Manggatal. Następnie udali się do Jesselton. Opanowanie miasta ułatwił fakt, że na stronę powstańców przeszło kilkudziesięciu miejscowych policjantów, w większości Hindusów. Na umówiony sygnał do wybrzeża dobiły także łodzie przewożące około 200–250 borneańskich bojowników. Walka trwała niespełna trzy godziny. Powstańcy zdobyli najważniejsze obiekty w mieście, w tym posterunki policji i siedzibę urzędu celnego. Zabili także wszystkich Japończyków, którzy wpadli w ich ręce. Jednocześnie podpalili molo oraz magazyny portu i urzędu celnego, licząc, że pożar zgromadzonego w nich kauczuku zaalarmuje krążące na pobliskich wodach alianckie okręty podwodne. Japończycy zdołali się utrzymać jedynie w silnie ufortyfikowanych koszarach Wiktorii.
Gdy nastał świt, na najważniejszych budynkach zawisły flagi Borneo Północnego, Wielkiej Brytanii, USA i Republiki Chińskiej. Na ulicach słuchać było okrzyki „Niech żyją Chiny!”.
Rebelianci kontrolowali Jesselton tylko przez jeden dzień, po czym przystąpili do odwrotu. 12 października zdołali jeszcze opanować położone na północy Kota Belud. Tam również zabili wszystkich schwytanych Japończyków. Po przegrupowaniu w bazie nieopodal Manggatal, niektórzy powstańcy wycofali się pod osłonę gór w głębi wyspy. Qwok z częścią towarzyszy postanowił jednak trzymać się blisko wybrzeża, licząc, że filipińscy partyzanci Suareza przybędą mu z pomocą.

### Upadek powstania
Japoński kontratak rozpoczął się 14 października. Z Kuchingu wysłano do Jesselton dwie kompanie wojska, którym towarzyszyli funkcjonariusze Kempeitai i kolaboracyjnej policji. Ekspedycja karna zabezpieczyła miasto, a następnie wyruszyła na północ, wzdłuż wybrzeża, w kierunku Tuaran i Kota Belud. Szlak jej przemarszu znaczyły spalone wioski i rzezie ludności cywilnej. Osiem bombowców z bazy w Kuchingu regularnie bombardowało i ostrzeliwało wsie podejrzewane o sympatyzowanie z powstańcami. Setki mieszkańców Jesselton i pobliskich miejscowości zostało aresztowanych i poddanych torturom.
Rebelianci Kinabalu kontynuowali walkę jeszcze przez dwa miesiące, atakując japońskie posterunki na wybrzeżu i w głębi wyspy. W międzyczasie zastępca Qwoka, Lim Teng Fatt, otrzymał wiadomość, że na przylądku Labian we wschodniej części Borneo Północnego wylądowali alianccy żołnierze. Wbrew nadziejom powstańców nie były to jednak siły inwazyjne, a jedynie sześcioosobowa grupa wywiadowcza, którą dowodził kpt Francis George Leach „Gort” Chester. Lim Teng Fatt zdołał nawiązać z nim kontakt i uzyskać obietnicę dostaw broni, amunicji i medykamentów. Do powstańców miało także dołączyć kilku alianckich wywiadowców z zadaniem zorganizowania siatki szpiegowskiej na zachodnim wybrzeżu Borneo Północnego. 18 stycznia 1944 roku do wybrzeży Borneo przybił amerykański okręt podwodny USS „Tinosa”, na którego pokładzie znajdowała się pięcioosobowa grupa wywiadowcza oraz 2,2 ton zaopatrzenia. Okazało się jednak, że na skutek biurokratycznych zaniedbań broń, amunicja i medykamenty, które „Gort” Chester obiecał powstańcom, pozostały w australijskim porcie Fremantle.
W międzyczasie ruch oporu Kinabalu został ostatecznie zduszony. Qwok, który stracił nadzieję na pomoc z zewnątrz i nie chciał narażać na represje mieszkańców doliny, w której się ukrywał, postanowił oddać się w ręce Japończyków. Kapitulacja nastąpiła 19 grudnia 1943 roku. Qwok i jego towarzysze zostali zabrani do siedziby Kempeitai w dawnym klubie sportowym w Jesselton. Przywódcę powstania poddano okrutnym torturom, nie wydał jednak żadnego ze swoich współpracowników, biorąc całą winę na siebie.
21 stycznia 1944 roku Qwok wraz z czterema najbliższymi współpracownikami został ścięty na obrzeżach Jesselton. Następnie w tym samym miejscu rozstrzelano ich 170 towarzyszy. Kolejnych 96 powstańców trafiło do więzienia Batu Tiga, gdzie poddano ich torturom, a następnie stracono w masowej egzekucji 5 maja 1944 roku. 131 osób trafiło do więzienia na wyspie Labuan, z czego tylko siedmiu doczekało kapitulacji Japonii.
W lutym 1944 roku rozpoczęła się akcja represyjna przeciwko ludowi Tausūg, którego przedstawiciele wzięli udział w walce po stronie powstańców. Zamieszkane przez nich wysepki, rozrzucone wzdłuż wybrzeża Borneo Północnego, zostały brutalnie spacyfikowane. Na wyspie Mantanani oddział Kempeitai, którym dowodził por. Kiyoji Shimizu, za pierwszym razem przeprowadził masowe aresztowania. Podczas kolejnej pacyfikacji Tausūgowie stawili jednak Japończykom zbrojny opór i zostali zmasakrowani. Oddział Shimizu wymordował mężczyzn, kobiety i dzieci, a ich wieś i łodzie rybackie spalił. Do masowych mordów na Tausūgach doszło także na wyspach Dinawan, Mengalum, Udar i Sulug. W rezultacie męska populacja tego ludu została w znacznej mierze eksterminowana.

## Epilog
Powstanie w Jesselton było jedynym tak znaczącym antyjapońskim wystąpieniem podczas okupacji wyspy. Jean-Luis Margolin określił je jako: „największy tytuł do chwały w historii oporu na Borneo”. Zostało jednakże okupione ogromnymi ofiarami. Na skutek walk i represji poniosło śmierć od 3 do 4 tys. osób, co stanowiło 2% populacji Borneo Północnego.
Straty okupanta ograniczyły się do 50–90 zabitych Japończyków i Tajwańczyków, w większości cywilów.
W kwietniu 1944 roku siedziba japońskiego zarządu wojskowego została przeniesiona z Kuchingu do Jesselton.
Zbrodnie popełnione podczas pacyfikacji Borneo Północnego były przedmiotem postępowania sądowego, które toczyło się w Singapurze w lipcu 1946 roku. Wyrokiem brytyjskiego sądu wojskowego por. Kiyoji Shimizu i sierż. Heihachi Mukai zostali wtedy skazani na karę śmierci, a st. sierż. szt. Chokichi Uchiyama na karę dożywotniego pozbawienia wolności. Dwóch innych japońskich podoficerów skazano na kary więzienia w wymiarze po 15 lat i 6 lat, a trzech oskarżonych uniewinniono.
W miejscu, w którym stracono Qwoka i jego towarzyszy, znajduje się obecnie Petagas War Memorial.